# ماونت اولیو، نیوجرسی
ماونت اولیو (به انگلیسی: Mount Olive Township) شهری در ایالت نیوجرسی کشور ایالات متحده آمریکا است که جمعیت آن در سرشماری سال ۲۰۱۰ میلادی، ۲۸٬۱۱۷ نفر بوده‌است.